# ناتان فان هویدونک
ناتان فان هویدونک (انگلیسی: Nathan Van Hooydonck؛ زادهٔ ۱۲ اکتبر ۱۹۹۵ ‏(۲۹ سال)) دوچرخه‌سوار اهل بلژیک است.
از باشگاه‌هایی که در آن بازی کرده‌است می‌توان به تیم بی‌ام‌سی اشاره کرد.